# Donja Zdenčina
Donja Zdenčina är en ort i Kroatien.   Den ligger i länet Zagrebs län, i den centrala delen av landet, 23 km sydväst om huvudstaden Zagreb. Donja Zdenčina ligger 121 meter över havet och antalet invånare är 966.
Terrängen runt Donja Zdenčina är huvudsakligen platt, men åt nordväst är den kuperad. Runt Donja Zdenčina är det mycket glesbefolkat, med 5 invånare per kvadratkilometer. Närmaste större samhälle är Stenjevec, 18,1 km nordost om Donja Zdenčina. Omgivningarna runt Donja Zdenčina är en mosaik av jordbruksmark och naturlig växtlighet.